# 刘鸿生
刘鸿生（1888年—1956年10月1日），名克定，字鴻生，浙江宁波定海县（今舟山）人，生于上海，中華民國实业巨头，有“煤炭大王”、“火柴大王”等之稱。由于其涉足众多实业领域，又有“企业大王”之称。

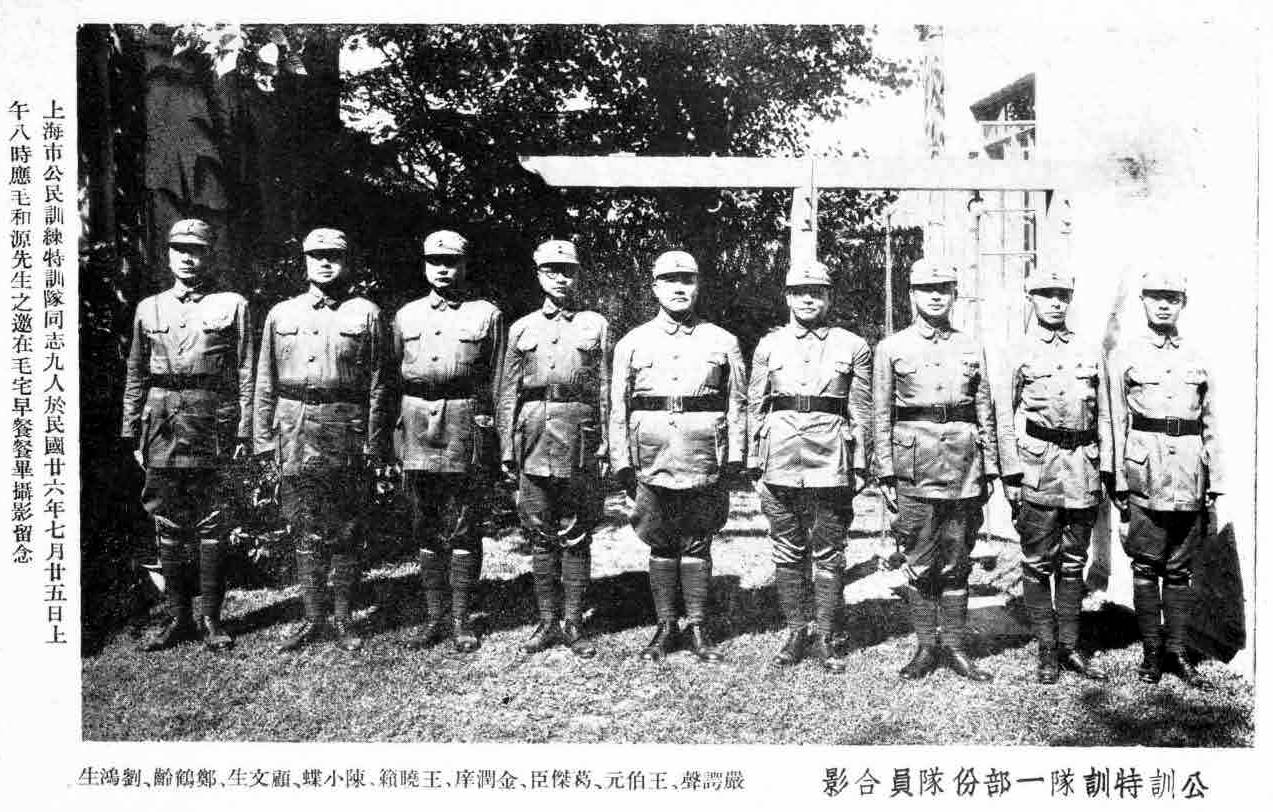
左一劉鴻生

## 生平
清光绪三十二年（1906年）由圣约翰大学肄业后，曾做过教员、翻译、推销员等工作。
清宣统元年（1909年）起任开平矿务局经纪人，垄断开滦煤矿南运业务，成为百万富翁，人称“煤炭大王”。1920年，创办华东煤矿股份有限公司，开凿很多新矿井，并致力于改造燃煤窑炉，讲求效益。
刘鸿生曾独资或合资经营上海水泥股份有限公司（现上海水泥厂前身）、鸿生火柴公司、章华毛麻纺织公司、中华码头公司等众多企业，任总经理、董事长。特别是1920年与朱葆三等在上海龙华镇创办上海水泥股份有限公司，任总经理，其生产的水泥因质量优异，在与进口水泥激烈竞争后，立于不败之地，畅销全国。
刘鸿生致力于火柴业，于苏州、上海和全国各地兴办鸿生、大中华等火柴公司，任全国火柴同业联合会主席。1930年，联合荧昌、中华两公司组成大中华火柴股份有限公司。先后吞并九江“裕生”、汉口“燮昌”、扬州“耀扬”、芜湖“大昌”、杭州“光华”等火柴厂，并在与外资厂商激烈竞争中获胜，到1935年，年产火柴15万箱，占全国火柴年产量的约五分之一，被称为“火柴大王”。
1938年為了避戰，來到香港，在坪洲設立大中國火柴廠。（页面存档备份，存于）他到1945年10月才回到大陸。
抗日战争时期，为避免工厂企业落入日军之手，刘鸿生有著名的花费巨资，万里迁厂，途中历尽艰辛。
刘鸿生同时还设立中华煤球公司，涉足纺织业，如章华毛绒纺织公司等。由于刘鸿生经营众多企业，又被称为“企业大王”。
1949年，中华人民共和国建立后，推行公私合营政策。
1952年，毛泽东發動「五反運動」，劉和其他資本家一樣，都成了運動的目標，在威脅下只能招認所有罪狀，更因心臟問題病倒家中。 他在病榻上向家人預言，這場運動標誌著資產階級在中華人民共和國的末日來臨了。「如今國家有了前途，共產黨在經濟上也很有一套辦法，可以不要資產階級這個朋友了。你們各走各的路，各想各的辦法去罷！」

## 政府任职
刘鸿生曾任上海公共租界工部局华人董事、国民政府火柴專賣公司總經理、行政院实业部次长、国营轮船招商局总经理、行政院善後救濟總署执行长等职。中共建政后，刘鸿生历任华东军政委员会委员、全国政协委员、全国人大代表和民主建国会中央常委等职。

## 家庭
10个儿子3个女儿，4个儿子留美，4个儿子留英，2个儿子留日，3个女儿分别留学美、英、日。
- 长子刘念仁：留学回来后大中华火柴公司。不久取代了刘鸿生曾经的亲信、刘氏企业核心机构刘鸿记帐房的负责人华润泉的地位，成为刘氏企业中仅有的可以代替刘鸿生签字付款的人。
- 次子刘念义（1910年－1967年）
- 三子刘念礼
- 四子刘念智：剑桥大学毕业。入中华码头公司
- 六子刘公诚（1914年－1991年）
- 长女刘明珠

## 纪念
2006年11月15日，著名的爱国民族工商业实业家刘鸿生纪念铜像在上海落成。

## 延伸阅读
[在维基数据编辑]
 《海上名人傳·劉鴻生》，出自《海上名人傳》
 在维基共享资源阅览影像